# St. Otto (Mischelbach)

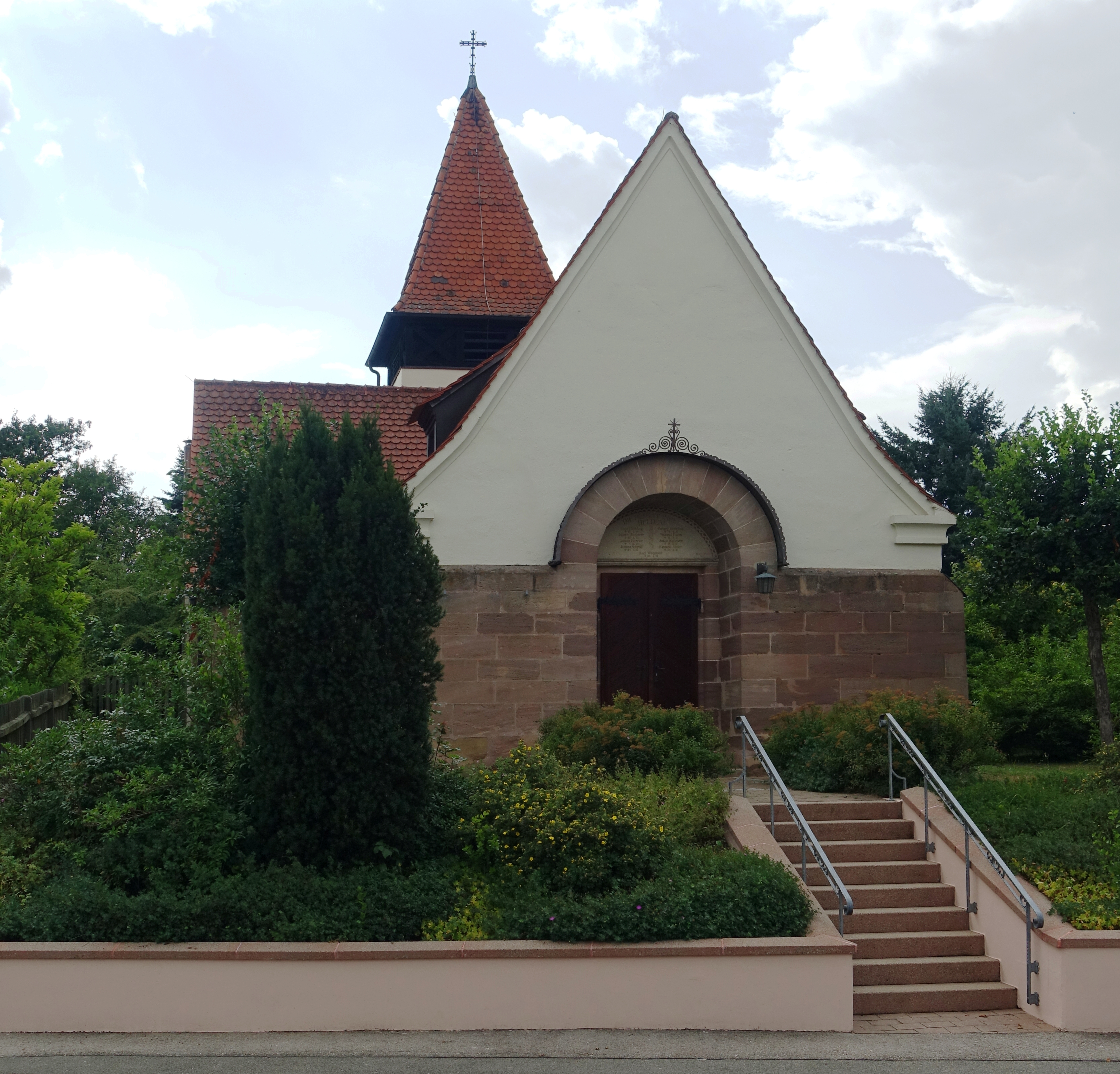
St. Otto

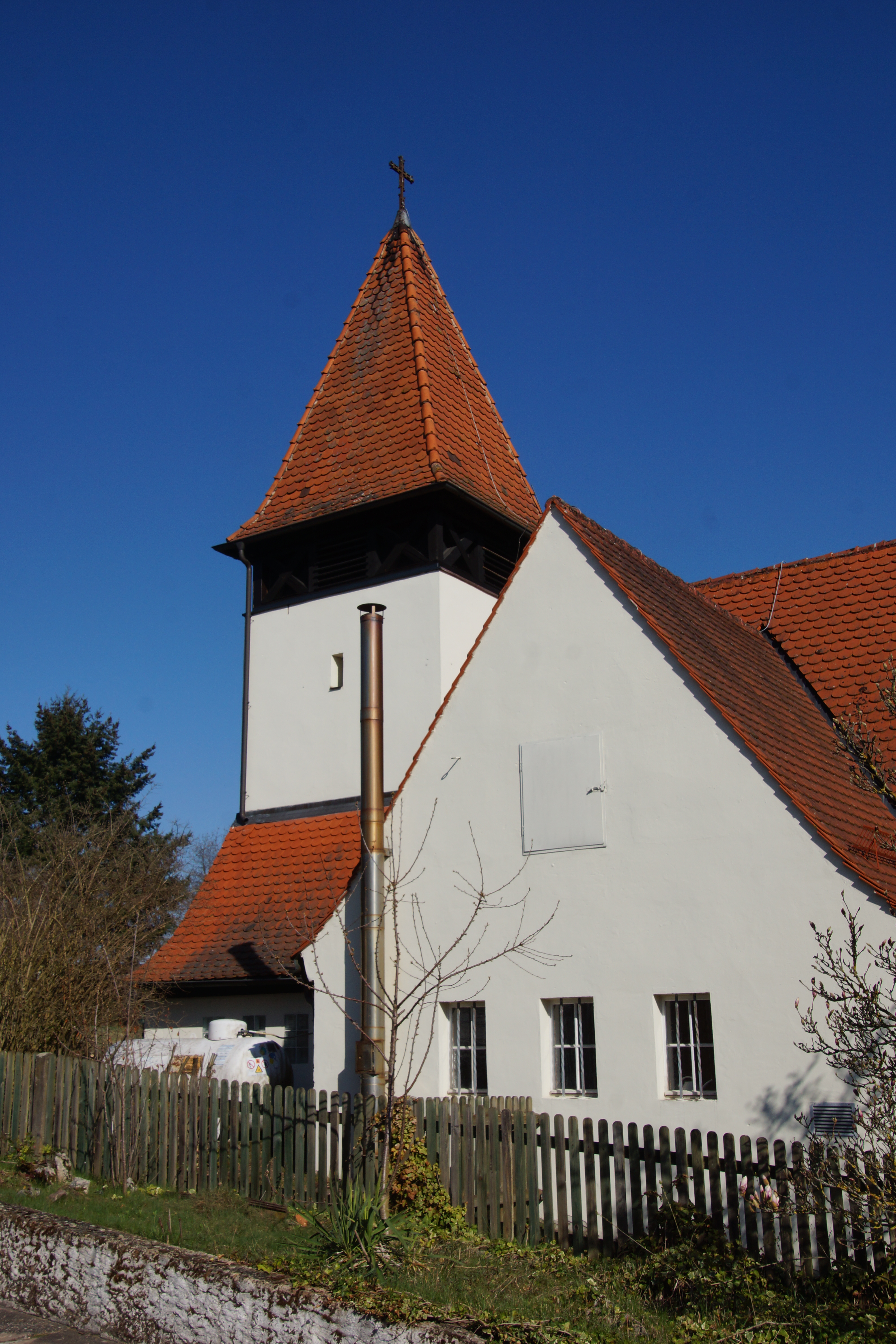
Seitenansicht

Die katholische Kirche St. Otto in Mischelbach (Markt Pleinfeld) ist eine Expositur der Pfarrkirche St. Nikolaus in Pleinfeld. Das Gebäude ist unter der Denkmalnummer D-5-77-161-83 als Baudenkmal in die Bayerische Denkmalliste eingetragen.
Die gewestete Chorturmkirche ist dem hl. Otto von Bamberg geweiht und steht in der Mitte des Dorfes an der Röttenbacher Straße auf einer Höhe von 393 m ü. NHN. Sie wurde 1922 von Hans Pylipp errichtet und am 29. Oktober 1922 geweiht. Der Altar stammt aus der Kirche von Pfraundorf. Das mit einem Satteldach bedeckte Kirchenschiff aus Sandsteinquadern ist dem Baustil des Barock nachempfunden. Der Kirchturm auf quadratischem Grundriss trägt ein spitzes Zeltdach. Er wurde ursprünglich mit einer Glocke aus dem Jahr 1886 bestückt, 1950 wurde eine neue Glocke angeschafft. Sie trägt die Inschrift: „Fürst Carl v. Wrede, gefallen am 03.05.1945 bei Luckenwalde“. Bedingt durch den Zuzug von vielen Heimatvertriebenen wurde die Kirche 1949 erweitert. Ausgestattet wurde der Raum hinter dem Altar mit einem Gemälde, das den hl. Otto von Bamberg darstellt.